# تمارا خاتون
تمارا خاتون هي ابنة الإمبراطور البلغاري إيفان ألكسندر من زوجته الثانية سارا ثيودورا. وتعد تمارا خاتون شقيقة إيڤان شيشمان وإيڤان سراتسمير. ولدت كيرا في أربعينيات القرن الرابع عشر؛ حيث تنحدر من سلالة شيشمان.
ولقد كان الإمبراطور قسطنطين أول أزواج تمارا خاتون. وبحسب إحدى النظريات فلقد كان إمبراطورًا لـ فيلبازهد قسطنطين دراغاش والذي تزوجت ابنته هيلينا دراغاش من الإمبراطور البيزنطي مانويل الثاني وأصبحت والدة لآخر إمبراطور بيزنطي قسطنطين الحادي عشر. ومع ذلك، رفض المؤرخون التسليم بصحة هذه النظرية نظرًا لأنه في عام 1371، كانت تمارا خاتون بالفعل أرملة في حين توفي قسطنطين دراغاش عام 1395. وبالتالي، يتبين أن الإمبراطور قسطنطين المصوّر في الأناجيل الأربعة لإيفان ألكسندر بجوار الأميرة البلغارية هو رجل آخر.
وفي أوائل عام 1371، عندما توفي إيفان ألكسندر وورث إيفان شيشمان العرش، وصل سفراء السلطان العثماني مراد الأول إلى فيليكو ترنوفو لإدارة علاقاته مع الإمبراطور البلغاري الجديد. لقد كان من الواضح أن السلطان مأخوذٌ بجمال تمارا خاتون وحقيقة أنها أصبحت أرملة دفعته لطلب الزواج منها كضمان لإرساء السلام بين البلدين. ولكن تمكن إيڤان شيشمان من أثنائه عن طلبه وتأجيل قراره لسبع سنوات. وعند تلك المناسبة تم إعداد سجل زمني للأحداث البلغارية المجهولة بدءًا من القرن الخامس عشر:
ومع ذلك، عندما فشلت محاولاته في ردع الأتراك، ضم إيڤان شيشمان على مضض تمارا خاتون إلى حريم السلطان بالعاصمة العثمانية بورصة. وظلت هي باقية على عقيدتها المسيحية. وفي بوريل سيندانيك، تم الإشادة بالمصير الذي وصلت له باعتباره تضحية بالنفس:
لا يزال قبر تمارا خاتون موجودًا حتى اليوم في بورصة في مقبرة عائلة السلالة العثمانية بجوار قبر مراد الأول ويعرف الزائر هذا المكان باعتباره «الإمبراطورة البلغارية ماريا». وبناءً على وصية تمارا خاتون، ظل قبرها مكشوفًا وتم زرع الشعير على أرض مقبرتها.